# Dendrelaphis hollinrakei
Dendrelaphis hollinrakei es una especie de serpientes de la familia Colubridae.

## Distribución geográfica
Es endémica de la isla Shek Kwu Chau de Hong Kong.